# Ostviertel (Recklinghausen)
Das Ostviertel ist einer von 18 Stadtteilen und eines von vier nominellen Stadtvierteln rund um die Innenstadt von Recklinghausen. Streng genommen ist es neben dem Nordviertel (N), dem Westviertel (W), dem Paulusviertel (S) und Hillen (SO) eines von fünf „Stadtfünfteln“, welches den Nordosten der Kernstadt einnimmt. Mit Nord- und Westviertel hat es gemeinsam, dass es in der Hauptsache auf dem Vestischen Höhenrücken, zu größeren Anteilen um und über 100 m ü. NHN, liegt, von dem Hillen (hier der Teil-Ortsteil Quellberg) und vor allem das Paulusviertel nur den Südhang mitbekommen und in Teilen bereits dem flachwelligen Emschertal zuzurechnen sind.
Hauptverkehrsader des Stadtteils ist die ostnordöstlich in Richtung Groß-Erkenschwick, Horneburg und Datteln verlaufende Dortmunder Straße, die heute jedoch im Westteil nur noch als Wohnstraße dient.

## Geographie

### Lage und Grenzen

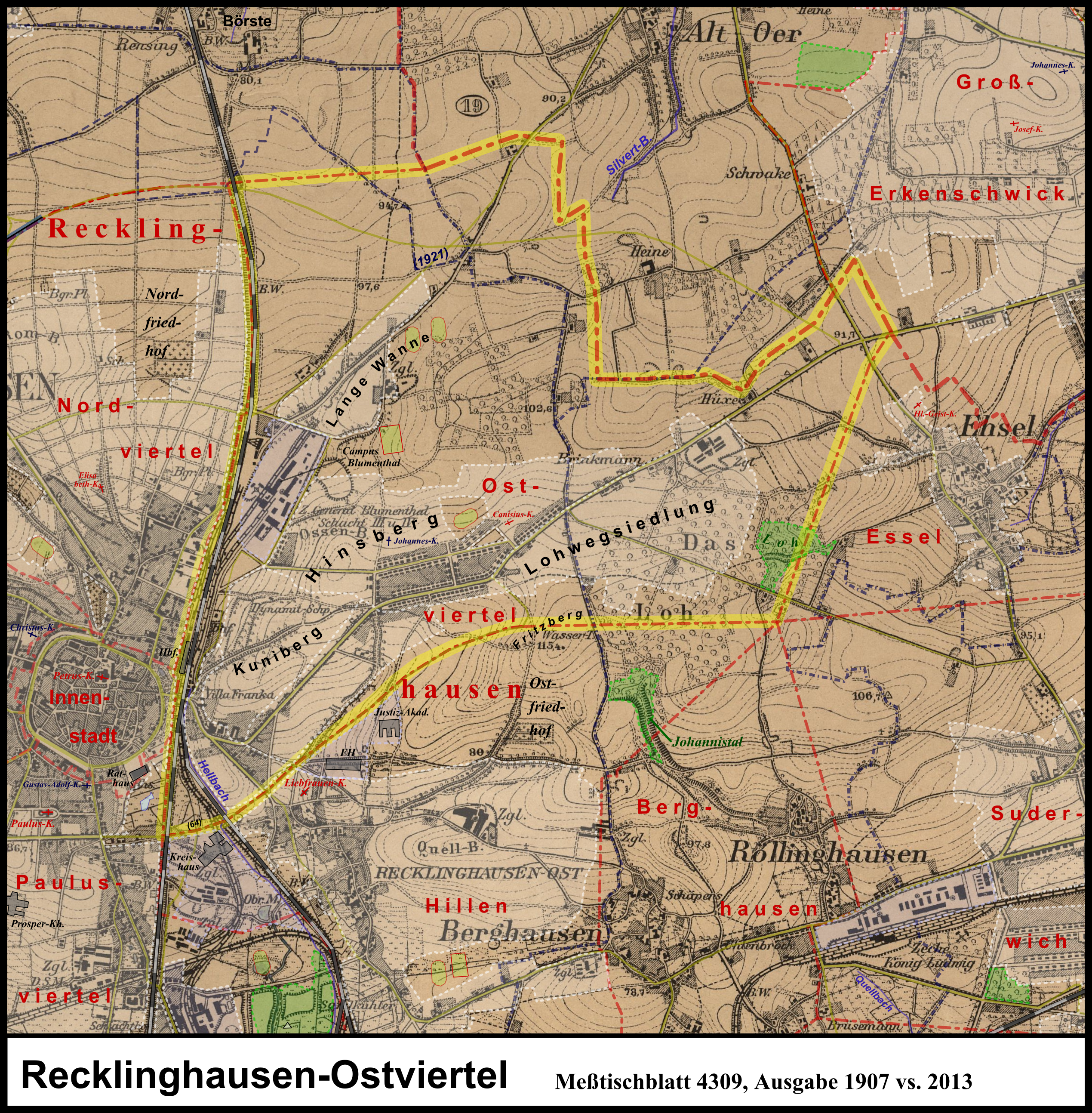
Das Ostviertel auf einer Karte von 1907, die heutigen Siedlungsflächen sind eingefärbt
(→ Übersicht, nur aktuelle Siedlungsflächen, → Legende)

Das Ostviertel zieht sich von der Eisenbahnlinie Münster–Wanne-Eickel im Westen und dem Dordrechtring bzw. August-Schmidt-Ring im westlichen Süden nach Osten weiter bis zum Schnittpunkt mit den Stadtteilen (im Gegenuhrzeigersinn) Hillen (SW), Berghausen (S), Suderwich (SO) und Essel (NO) unmittelbar südlich des Wäldchens Loh. Von dort aus geht die Stadtteilgrenze ungefähr nach Nordosten zum Schultenkrug an der Kreuzung der Esseler Straße mit der Dortmunder/Horneburger Straße, wo das Stadtgebiet der nordöstlichen Nachbarstadt Oer-Erkenschwick beginnt. Seine Nordbegrenzung zum Stadtteil Speckhorn/Bockholt zieht sich vom Schnittpunkt der Bahnlinie mit dem Autobahnzubringer nach Oer-Erkenschwick ostwärts bis zur Nachbarstadt. Die Eisenbahn im Westen bis hin zum westlich der Gleise gelegenen Hauptbahnhof werden noch dem Viertel zugerechnet.
Der den Stadtteil nach Süden zu Hillen begrenzende August-Schmidt-Ring führt auf nahezu nächstem Wege vom niedrigsten zum höchsten Punkt des Stadtteils; innerhalb von 1750 Metern überwindet er von der Kreuzung vor dem Kreishaus (63,7 m) bis zur Abzweigung des Höhenwegs am Rand des Fritzbergs (auf etwa 109,5 m) fast 50 Meter Höhenunterschied bei durchschnittlich 2,6 % Steigung; der knapp auf Hillener Gebiet liegende, höchste Punkt des Fritzbergs (113,6 m) ist von jener Abzweigung nur 170 m entfernt. Auch die für den Stadtteil zentrale Dortmunder Straße überwindet beträchtliche Höhenunterschiede (68 m bis 108 m) bei nicht geringer Steigung (im unteren Hauptabschnitt 2,7 %).

### Gliederung
Die namentlich bekannten Siedlungen des Ostviertels sind, entlang der Dortmunder Straße, der Kuniberg (nördlich der Straße) im Südwesten, der Hinsberg (größtenteils nördlich) im Zentrum und die Lohwegsiedlung (größtenteils südlich) im Osten sowie die den Oerweg südlich flankierende Lange Wanne, die sich von Norden an den westlicheren Hinsberg anschließt. An und südlich der untersten Abschnitte der Dortmunder Straße lassen sich mehr oder weniger zwei weitere Viertel festmachen, die keine bekannten Namen haben: Die innenstadtnahen, von der Dortmunder Straße aus zugänglichen Südwest- und Westhänge des Kunibergs mit der Villa Franka und dem ehemaligen Brauereistandort bilden mit Teilen beiderseits der Castroper und der Dortmunder Straße, begrenzt durch die Douaistraße im Nordosten, den Dordrechtring im Südosten und dem Sandershof im Westen ein kleines Teilviertel, das mehr oder weniger noch zur Innenstadt gehört und auch die Brücke von Hillen zu dieser bildet. Ferner bildet der Steigungsabschnitt der Dortmunder Straße (beiderseits) bis zur Kreuzung mit der Kardinal-von-Galen-Straße mit den sich nach Südosten bis zum Graveloher Weg anschließenden Siedlungen ein Teilviertel, dem auch die Klausenerstraße nebst Altenheim zuzurechnen ist.
Die größeren reinen Siedlungsgebiete des Ostviertels sind damit (nebst Angabe der Flächen):
- Villa Franka/Sandershof: 13,2 ha ohne Dordrechtring, davon 1,1 ha Berufsschule
- Untere Dortmunder Straße: 23,2 ha, davon Jahnschule 1,0 ha
- Kuniberg: 27,2 ha, davon Kollegschule/Friedenskirche/Sporthalle/Bunker 2,9 ha und Realschule 1,2 ha
- Hinsberg 69,0 ha
  - Vorderer bzw. westlicher Hinsberg (Ossenberg; einschließlich Beuthener und Südseite der Breslauer Straße sowie Westseite der Hinsbergstraße): 27,4 ha, davon 7,8 ha Sport- und Spielplatz im Norden, an der Nahtstelle zur Langen Wanne
  - Mittlerer Hinsberg: 27,2 ha, davon 2,8 ha Stadion und 0,8 ha Drissenplatz
  - Canisiusviertel (westlich des Ostcharwegs): 10,3 ha, davon 4,4 ha Kirche und Schulen
  - Östliches Canisiusviertel: 4,1 ha
- Lohwegsiedlung: 52,1 ha, davon 7,8 ha Neubaugebiet
  - Kern-Siedlung (östlich des Ostcharwegs und südlich der Dortmunder Straße): 43,2 ha
  - Westliche Hans-Böckler-Straße: 7,1 ha
  - Block nördlich von Ziegelgrund und Dortmunder Straße: 1,8 ha
- Lange Wanne 26,3 ha, davon 12,2 ha Stadion/Kleingärten

Die obige Begrenzung der Lohwegsiedlung durch Dortmunder Straße und Höhenweg ist nicht die einzige denkbare, jedoch wird sie deren früher üblichen Namen Gewerkschafterviertel gerecht und zerteilt keine namentlichen Wohnstraßen wie Canisius- und Hans-Böckler-Straße. Denkbare Grenze wäre auch der Ostcharweg, der die alte Grenze zwischen der Gemeinde Recklinghausen-Land bzw. Essel und der Stadt darstellte. Der westlichste Teil ist auf jeden Fall heute insofern von der Kern-Siedlung abgetrennt, als er mit PKW nur noch vom Höhenweg aus erreichbar ist. Umgekehrt sind der Osten des Westteils und der Ostteil der Canisiusstraße nur vom Ostcharweg aus befahrbar und insofern etwas vom Kern-Hinsberg abgetrennt.
Bezieht man die Einwohnerdichte des Ostviertels nur auf die oben genannten, zusammenhängenden und ineinander übergehenden Siedlungsgebiete nebst Schulen/Kirchen und Sportplätzen, jedoch ohne umgebende Felder, Bahnanlagen und das ehemalige Gelände der Zeche General Blumenthal, Schächte III und IV nebst Campus Blumenthal (allein etwa 4,3 ha), so kommt das Viertel auf eine Einwohnerdichte von knapp 11.000 Einwohnern (die kleineren, ländlichen Wohnplätze und Siedlungen wären ja abzuziehen) auf 2,1 km², also etwa 5.000 Einwohner pro km². Von diesen Siedlungen nimmt der Hinsberg etwa ein Drittel ein, ein weiteres Drittel (Sandershof bis untere Dortmunder Straße/Kuniberg) ist innenstadtnah und das verbleibende Drittel (Lohwegsiedlung und, davon getrennt, die Lange Wanne) ist tendenziell auswärtig.

#### Untere Dortmunder Straße

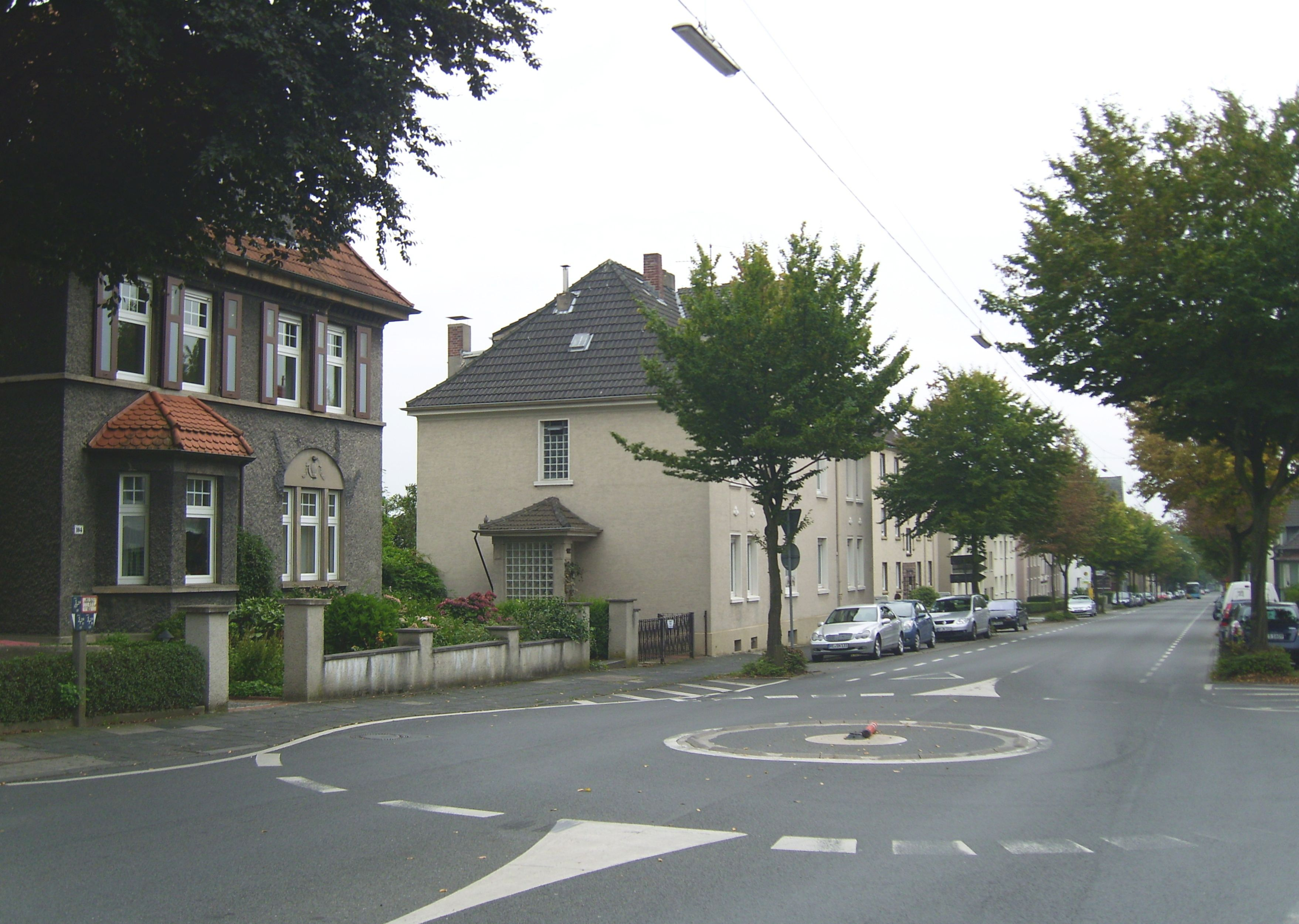
Die untere Dortmunder Straße; links Haus Nr. 104, das stadteinwärts (rechts) längere Zeit ohne Nachbarhaus geblieben war.

Der steilere untere Abschnitt der Dortmunder Straße war, nachdem dieser Straßenabschnitt erst in der 2. Hälfte des 19. Jahrhunderts erbaut wurde und damit der jüngste der Gesamtstraße ist, Anfang des 20. Jahrhunderts noch fast unbebaut. Ungefähr zeitgleich mit der Errichtung der Zechenkolonie an Hinsberg und mittlerer Dortmunder Straße wurden nur die daran anschließenden, nordöstlichsten 100 Meter bebaut; die Schließung der Baulücken bis hin zur Innenstadt schritt dann etappenweise bis in die 50er Jahre fort, als dann auch das sich südöstlich anschließende Wohnviertel zum Graveloher Weg hin entstand, das indes erst in den 60ern zu einer durchgehend bebauten Siedlung wurde.

#### Kuniberg

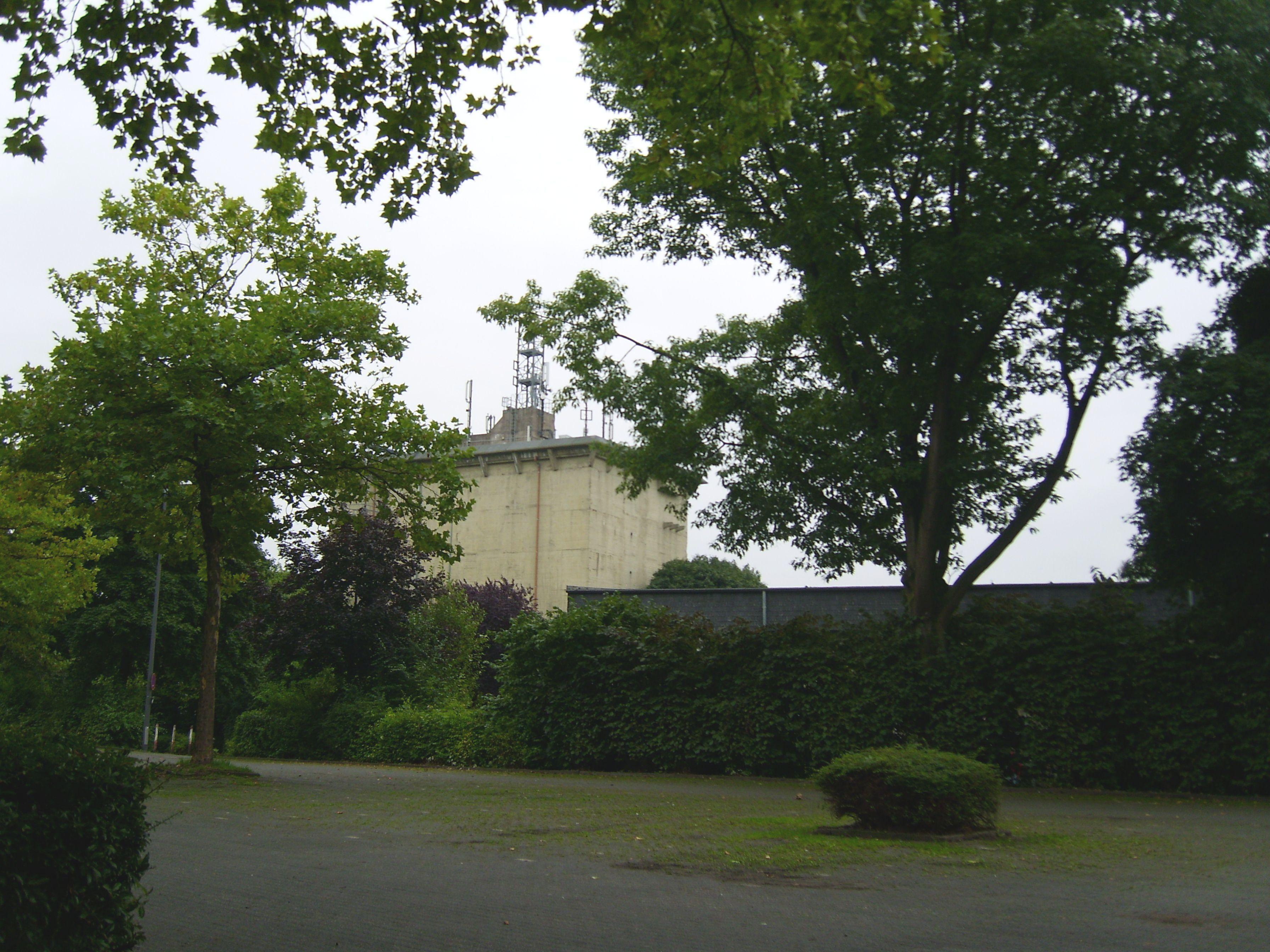
Der Kunibergbunker

Eine Art „Wahrzeichen“ des Kunibergs stellt der randständige alte Kunibergbunker da, auf dessen Dach heute Sendeanlagen stehen. Die Siedlung, die sich südwestlich desselben bis zur Innenstadt anschließt, ist erst in den 1960er Jahren entstanden; zuvor hatte es lediglich den noch heute erhaltenen Hohlweg gegeben, der mehr oder weniger Teil der Dortmunder Straße gewesen war, bis deren heutiger unterer Abschnitt entstanden war. Die Straßennamen des Viertels sind, von der zentralen Straße Im Kuniberg, deren Südwestabschnitt über den alten Hohlweg verläuft, abgesehen, nach Landschaften wie Münsterland, Sauerland, Siegerland, Westerwald, Eifel und Hunsrück benannt.

#### Hinsberg

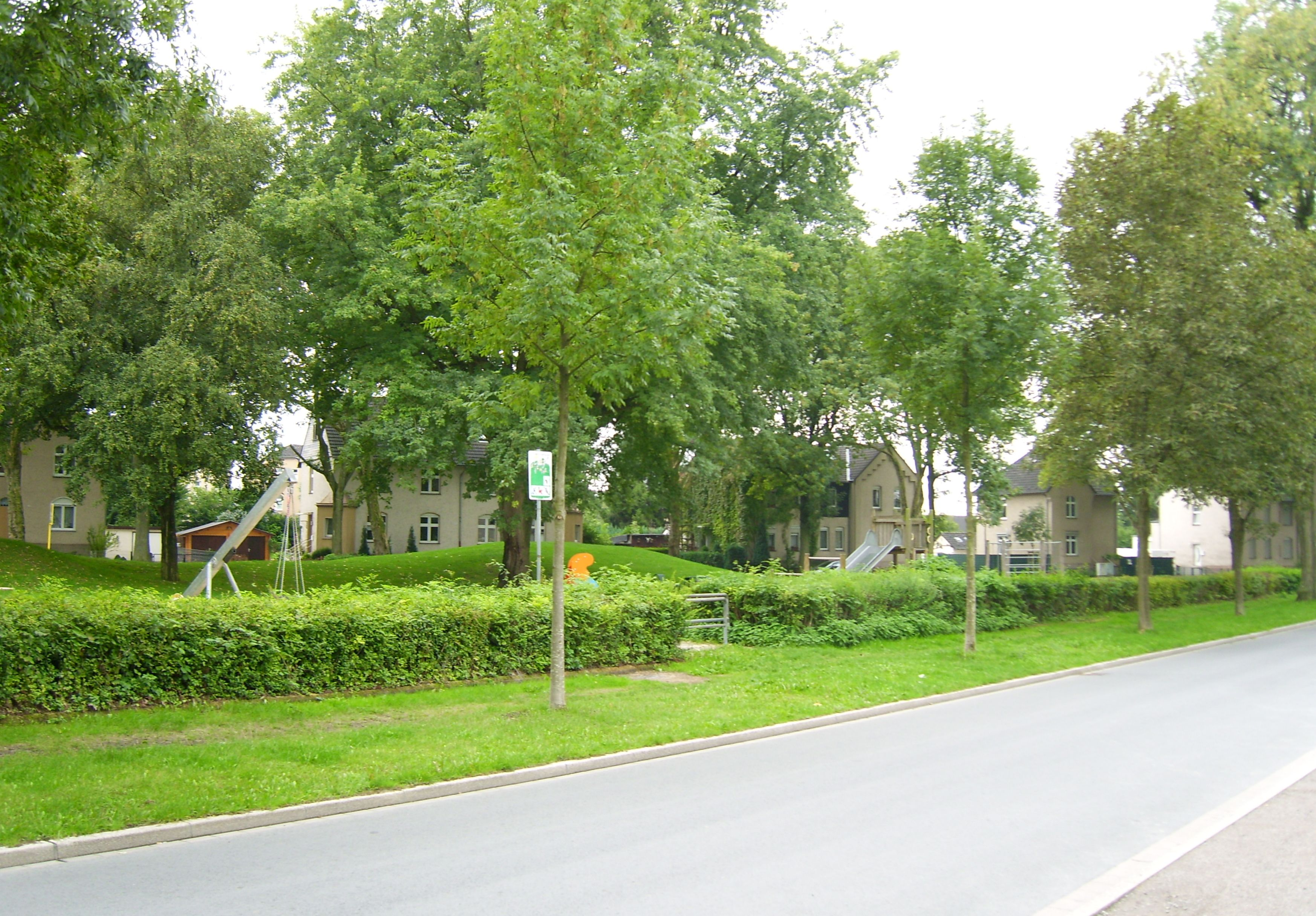
Der Drissenplatz mit Häusern der Zechenkolonie

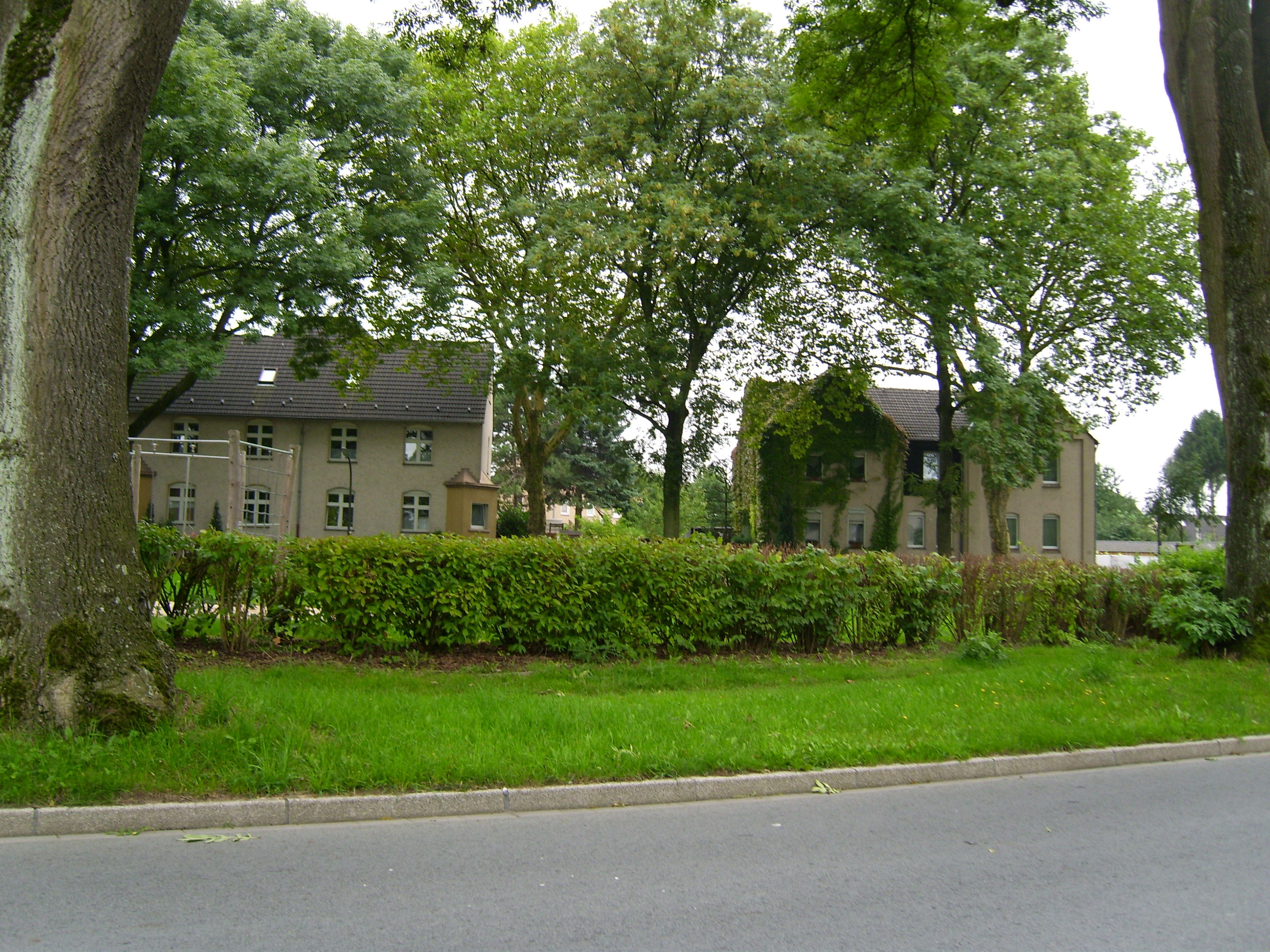
Zwei der Bautypen innerhalb der Kolonie

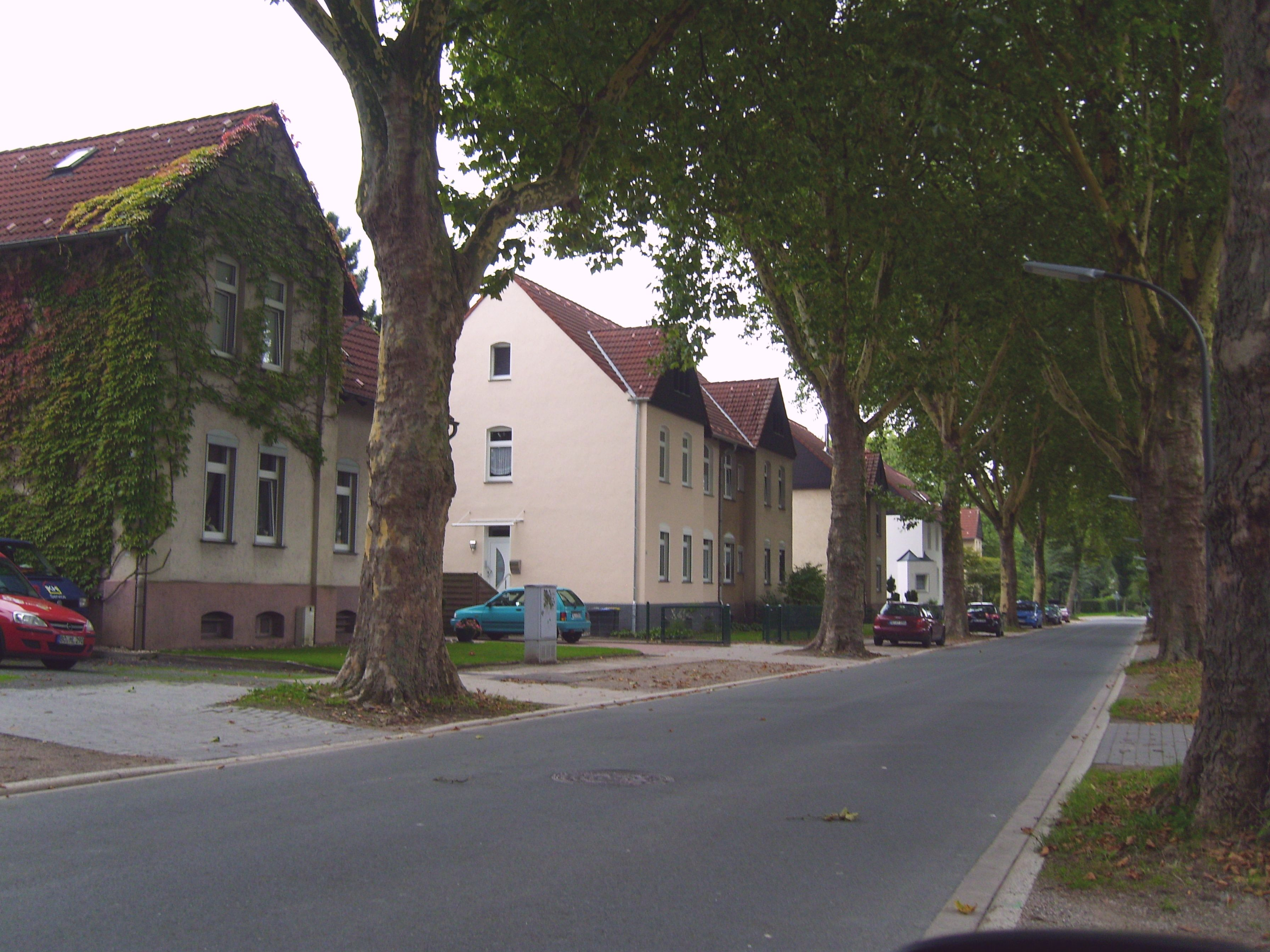
Hiberniastraße, Westen der Kolonie

Der Hinsberg ist die zentrale Siedlung des Recklinghäuser Ostviertels und auch die älteste.
Der Begriff Hinsberg bezeichnete Mitte des 19. Jahrhunderts keinen Berg, sondern einen Hain, der mit 19 ha zwar nur ein Fünftel so groß war wie das damalige Loh, jedoch damit immer noch mehr als dreimal so groß wie das heutige. Er lag in etwa im Feldsegment, das heute durch den Feldweg Im Hinsberg im Westen und Norden und den Ostcharweg im Osten abgetrennt wird; der Südrand ging in etwa parallel zur Südkante des Betonwerks, bach Nordwesten überschritt er leicht den heutigen Feldweg und ging bis etwa an den Spielfeldrand des Stadions an der Langen Wanne. Sein „Gipfel“ im Süden erreicht gerade einmal 92,3 m, der am Nordostrand 100,4 m ü. NHN, womit der Namensgeber niedriger ausfällt als die nach ihm benannte Siedlung, die am Rand des Fritzberges bis 108 m erreicht.
Ein weiterer schon in alten Karten namentlich eingezeichneter Berg ist der Ossenberg. Dessen Gipfelbereich liegt unmittelbar westlich der Hinsbergstraße und erreicht sowohl nördlich als auch südlich der Breslauer Straße minimal über 100 m, bleibt aber an der Straße minimal darunter.
1895 begannen östlich des Ossenbergs die Teufarbeiten für den Schacht III der Zeche General Blumenthal. Bereits um diese Zeit wurden zum einen sechs Häuser an der Buddestraße, also am Osthang des Ossenbergs und unmittelbar östlich ans Bergwerk angrenzend, gebaut. Vor allem aber entstand 400 bis 1000 Meter östlich dieser Häuser eine der ältesten geschlossenen Bergarbeiterkolonien der Stadt. Sie wird ringförmig von der Hinsbergstraße im Westen, der Hiberniastraße im Norden, der Canisiusstraße im Osten und der Dortmunder Straße im Südosten und Süden umschlossen, wobei sich im Nordosten, um den Drissenplatz, die Hiberniastraße verzweigt. Diese Siedlung wird in Nord-Süd-Richtung nochmal durch die Johannesstraße in 2 Segmente geteilt und an der Nordseite der Dortmunder Straße noch linienartig um 250 Meter nach Nordosten verlängert.
Insgesamt nimmt diese Kolonie eine Fläche von rund 15 ha ein. Die Häuser an Hiberniastraße und Drissenplatz, an denen eine Platanenallee angelegt wird, sind dreigeschossig bei erhöhter Einzelgeschosshöhe und stehen, je etwa abwechselnd einzeln oder zu Doppelhäusern angeordnet, auf Grundstücken um 1000 m². Sie entsprechen von ihrer Ausstattung daher gehobenen Bergbauangestellten wie z. B. Steigern. An der Dortmunder Straße hingegen überwiegt zweigeschossige Bauweise zu Doppelhäusern bei durchschnittlich nur 600 bis im Einzelfall 1000 m² pro Doppelhaus.
Im Dezember 1909 wurde die Horneburger Straße (Dortmunder Straße) an die Straßenbahn nach Erkenschwick und Datteln angeschlossen, was zunächst diese Straße – die ja im Bereich des Hinsbergs bereits so gut wie komplett bebaut war – zu einem bevorzugten Siedlungsgebiet machte. So füllte sich allmählich der sich südwestlich an den Hinsberg anschließende Teil der Straße sowie, im Nordostanschluss, recht zügig die Südseite der Straße auf dem Gebiet, auf dem später die Lohwegsiedlung entstehen sollte. Der Hinsberg wurde einzig an der die Hiberniastraße zur Stadt verlängerten Breslauer Straße erweitert. Sie war Mitte der 20er Jahre zunächst komplett bebaut, wurde aber nach wenigen Jahren durch den Abriss fünf größerer Baracken wieder für Jahrzehnte lückenhaft. In den späten 20ern wurde auch die Hibernia-Kampfbahn angelegt, einige Jahre später als ihr Pendant im Nordwesten der Stadt, die vom neuen Knappschaftskrankenhaus inzwischen verdrängte Victoria-Kampfbahn. Hier spielte der SuS Recklinghausen 13, der 1913 aus der Fusion der Vereine SK Blumenthal und SV Hibernia 1913 Recklinghausen entstanden war. Außerhalb der damaligen Stadt, die erst 1926 um den größeren Teil von Essel erweitert wurde, wurde, nordöstlich der Hinsbergkolonie, vor 1920 eine Ziegelei errichtet, die bei je um 700 Meter Abstand ziemlich genau zwischen den beiden Ziegeleien an der Langen Wanne (seit der 2. Hälfte des 18. Jahrhunderts) und im Gebiet der heutigen Lohwegsiedlung (seit Anfang des 20. Jahrhunderts) lag.
Erst in den 50er Jahren weitete sich der Hinsberg auf annähernd seine heutige Größe aus; als Namensgeber für Straßen müssen nach Breslau auch weiterhin Städte aus Deutschen Ostgebieten herhalten wie Stettin, Marienburg, Bromberg, Thorn, Königsberg, Graudenz, Beuthen, Kolberg und Küstrin. Lediglich die Straßen, an denen die beiden Kirchen des Viertels erbaut wurden. weichen von dieser Nomenklatur ab. Die Straße nördlich der zentral gelegenen evangelischen Johanneskirche ist nach Johann Friedrich Oberlin, die an der katholischen Canisiuskirche im Osten, einer Filiale der Pfarrei Liebfrauen in Hillen, wie die Kirche selber nach Petrus Canisius.
In der Mitte der 70er Jahre wurde der Nordwesten der Hinsbergsiedlung zur Langen Wanne hin um die Gleiwitzer Straße (nach Gleiwitz benannt) erweitert, wo fünf der ganz wenigen Hochhäuser auf Recklinghäuser Stadtgebiet erbaut wurden. Zwischen ihnen und der Ziegelei an der Langen Wanne lag früher eine Müllkippe, die einem Abenteuerspielplatz im eigentlicheren Sinne wich. Die Ziegelei am Ostcharweg war längst einem Betonwerk gewichen und die Canisiusstraße auch östlich des ehemaligen Grenzwegs weitergeführt und bebaut. Nachdem in den 60ern die Canisius-Hauptschule errichtet worden war, folgte Mitte der 70er die dortige Grundschule. In deren östlicher Nähe wurden, bereits im 21. Jahrhundert, auch welche der letzten Häuser der Siedlung errichtet.
Zentrale Plätze des Hinsbergs sind insbesondere die beiden Kirchen, wobei der in nächster Nähe zur Canisiuskirche gelegenen Hiberniakampfbahn eine zusätzliche wichtige Rolle zukommt. Nachdem 1972 die SuS Recklinghausen 13 mit der SV Viktoria aus dem Westviertel zum SC Recklinghausen fusioniert war, teilten sich Hibernia- und Viktoriakampfbahn ihre Rollen als Hauptplätze, bis die Viktoriakampfbahn dem Krankenhaus weichen musste. Als dann jedoch 1981 die Fusion mit der Eintracht Recklinghausen aus der Südstadt zum 1. FC Recklinghausen beschlossen worden war, wanderte ein sehr großer Teil der ehemaligen SC-Mitglieder zum bis dato im Fußball unbedeutenden, dafür aber im Kampfsport etablierten Polizeisportverein Recklinghausen ab, dessen Hauptstadion die Hiberniakampfbahn heute darstellt.
Kleinere „Einkaufsmeilen“ gibt es traditionell an der Nahtstellen zu Kuniberg und unterer Dortmunder Straße im Südwesten sowie, 600 Meter straßenaufwärts nach Ostnordosten, zwischen den Einmündungen von Höhenweg und Canisiusstraße und somit im Übergangsgebiet zur Lohwegsiedlung. Da sich die Arbeiterkolonie an der mittleren Dortmunder Straße mit der Zeit zu einem mehrheitlichen Wohnviertel von ehemaligen Gastarbeitern aus der Türkei entwickelt hat, wurde in der letztgenannten Meile auch, unmittelbar an der Einmündung des Höhenweges, im Jahr 1977 eine ehemalige Gaststätte in eine Moschee umgewidmet. Diese wurde inzwischen abgerissen, um Platz für ein islamisches Zentrum zu schaffen, das sich im Bau befindet.

#### Lohwegsiedlung

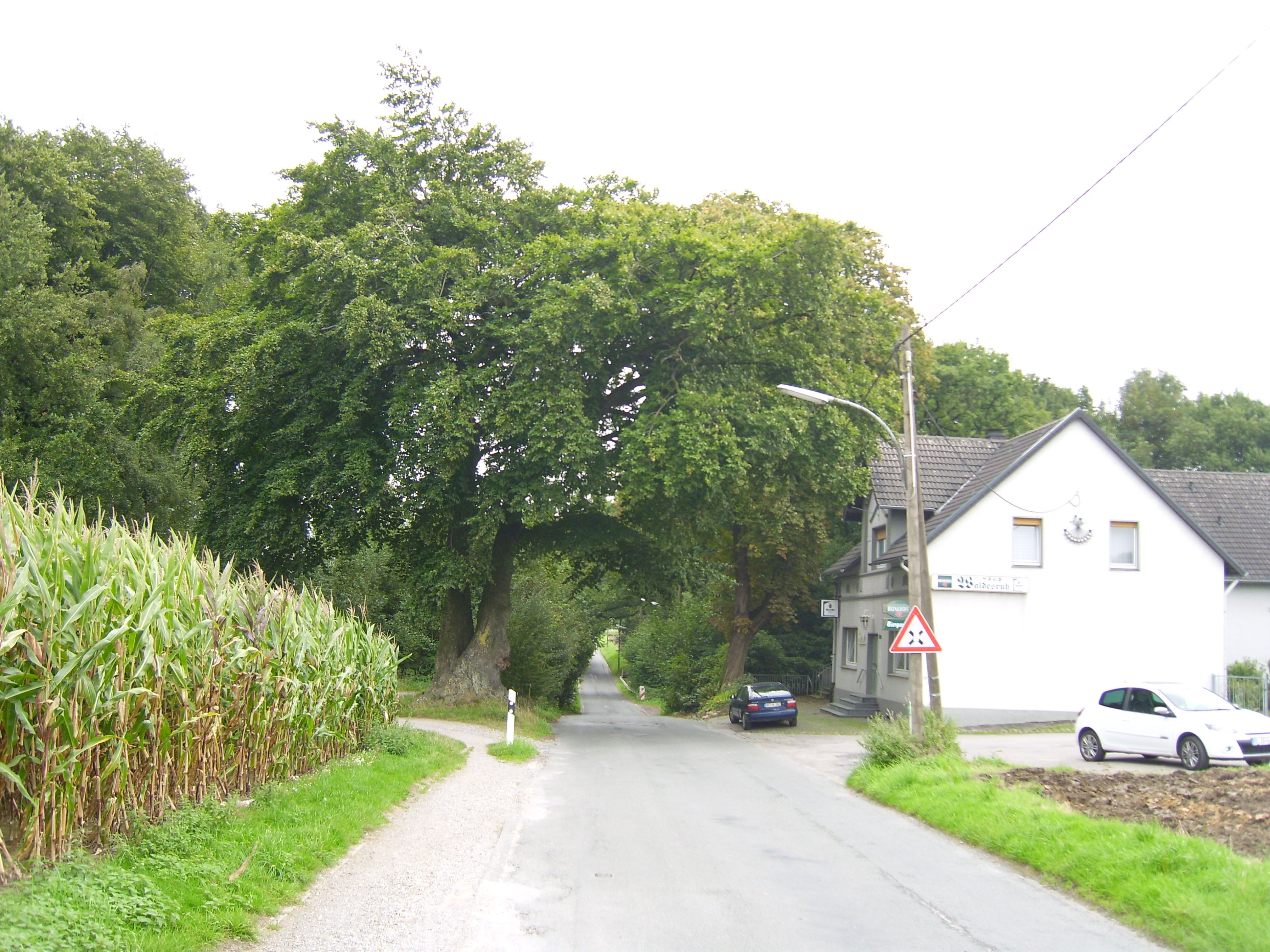
Der Lohweg unmittelbar vor der Durchquerung des Trockentals am heutigen Loh; links die alte Buche, rechts das Gebäude der Gaststätte Wember aus der 2. Hälfte des 19. Jahrhunderts

Die Lohwegsiedlung, früher meistens Gewerkschafterviertel genannt, ist die östlichste Siedlung des Recklinghäuser Ostviertels und mit einer Höhe von gut 100 bis über 110 m ü. NHN die höchstgelegene Siedlung des Recklinghäuser Stadtgebietes. Ihr Kerngebiet liegt, östlich des Ostcharwegs und südlich der Dortmunder Straße, größtenteils auf dem Gebiet der ehemaligen Gemeinde Recklinghausen-Land bzw. der Bauerschaft Essel, die 1926 eingemeindet wurden.
Mitte des 19. Jahrhunderts war das Loh, traditionell eine Allmende zwischen Essel, Suderwich, Röllinghausen und Berghausen, noch ein 85 ha großer Buchenwald, an dessen Rand die heutigen Haine Loh (im Osten) und Johannistal (im Süden) lagen. Nach Westen reichte er bis zum Ostcharweg, nach Norden bis an die Dortmunder Straße; in der zweiten Hälfte des 19. Jahrhunderts wurde der Lohweg angelegt, der ihn damals in zwei etwa gleich große Halbwälder teilte und eine alternative Verkehrsverbindung von Recklinghausen nach Suderwich bot.
Nach und nach wurde der Wald an der Nordseite etwas gerodet, aber erst in den 1910er Jahren verschwand er bis auf die beiden Relikte. Zu dieser Zeit war der Wasserturm von 1903 unmittelbar westlich des Ostcharwegs, zeitgleich mit anderen Bauwerken wie den Großkirchen in Paulusviertel, Hillen und Suderwich sowie dem Rathaus, erbaut worden. Nominell liegt er auf dem Gebiet des Stadtteils Hillen, jedoch steht er auf einer Höhe von 113 m ü. NHN und damit rund 30 Meter höher als der Frankenweg, der in Hillen in etwa die höchste Siedlungsgrenze markiert, während das Loh östlich und nordöstlich des Turmes fast durchgehend über 100 m stand. Allein die 110-Meter-Höhenlinie schließt eine Fläche von etwa 25 ha ein, die sich vom Wasserturm aus nach Nordosten, zur heutigen Siedlung, ziehen und erst unmittelbar vor Otto-Hue- und Letterhausstraße endet.
Nördlich des Lohs und unmittelbar südlich der Dortmunder Straße stand ab ungefähr der Jahrhundertwende zum 20. Jahrhundert eine Ziegelei. Ab Ende 1909 war sie auch durch die nunmehr verkehrende Straßenbahn von Recklinghausen über Erkenschwick nach Datteln gut angebunden. Zeitgleich mit der Rodung des Lohs entstand bis kurz vor 1920 zwischen dem Ostcharweg und der heutigen Lage der Fritz-Husemann-Straße an der Südseite der Dortmunder Straße die erste durchgängig bebaute Straßenzeile der heutigen Siedlung; ferner kam eine zweite Ziegelei an der Ostseite des nördlichen Ostcharwegs, nur 300 Meter nördlich dieser Straßenzeile, hinzu. Darüber hinaus gab es im gesamten Gebiet nur wenige verstreute Häuser. Eines davon, an der Südseite des Lohwegs, hatte zu seiner Bauzeit um 1900 zunächst mitten im Loh gestanden; das noch etwas ältere, 400 Meter südöstlich gelegene Haus der heutige Gaststätte Wember stand am unmittelbaren Südostrand des Waldes (heute steht es am Südrand des deutlich dezimierten Waldes). Um 1930 kam die ringförmige Kleinkolonie an der Nordseite des westlichen Lohwegs hinzu, in den 40er Jahren wurde die Ziegelei an der Dortmunder Straße stillgelegt. Für Jahrzehnte aber blieb das Gebiet der heutigen Siedlung größtenteils Grünland.
Daran änderte sich einiges in den 1950er Jahren, als planmäßig eine Siedlung zwischen Dortmunder Straße und Lohweg, die sich im Westen, am Ostcharweg, nahezu berühren, aufgebaut wurde. Im Norden wurde sie durch Fritz-Husemann- und Heinrich-Imbusch-Straße begrenzt, im Osten durch die Letterhausstraße. An der nach außen weisenden Seite war nur die Letterhausstraße durchgehend besiedelt, während dies bei Lohweg und Dortmunder Straße nur verstreut der Fall war, an den anderen beiden Grenzstraßen gar nicht. Namensgeber der neuen Straßen waren mit Fritz Husemann, Heinrich Imbusch, Bernhard Letterhaus, Otto Hue und Adam Stegerwald ausschließlich Gewerkschafter. Die neuen Häuser, zu nicht geringen Anteilen aus Doppelhaushälften mit je dem gleichen Bauplan bestehend, wurden damals fast ausschließlich von Spätaussiedlern (im damaligen Sinne) bezogen.
Ein weiterer Ausbau der Siedlung erfolgte Mitte der 60er Jahre. Die Ostseite des Nordens der Fritz-Husemann-Straße wurde bebaut, ebenso die Nordseite der Heinrich-Imbusch-Straße, an der allerdings zunächst bis Ende der 1970er Jahre eine gut 100 m lange Baulücke verblieb; der Ziegelgrund, der lange ein Provisorium blieb, verband sie mit der Dortmunder Straße, an seiner Ostseite wurde ein Bolzplatz eingerichtet. Der Süden der Siedlung wurde um die Hans-Böckler-Straße und die kreuzende, nach Süden in einer Sackgasse endende Wilhelm-Leuschner-Straße erweitert. Namensgeber waren in Hans Böckler und Wilhelm Leuschner abermals Gewerkschafter. Eine Ausnahme macht diesbezüglich die das Segment westlich des Ostcharwegs weiter teilende Ernst-Reuter-Straße, deren Namensgeber Ernst Reuter wohl nicht als Gewerkschafter im engeren Sinne anzusehen ist; an dieser wurden erst in den 1980er Jahren die letzten Baulücken geschlossen. Zeitgleich mit dieser Erweiterung der Lohwegsiedlung entstand nördlich der Dortmunder Straße auch die Ostverlängerung der Canisiusstraße; an Hans-Böckler-Straße, am Lohweg, an der Dortmunder Straße (vor allem Nordseite) und an der Canisiusstraße wurden in den 1960er und 1970er Jahren auch die ersten echten Mehrfamilienhäuser östlich des Ostcharwegs gebaut.
Einen Abschluss der Besiedlung zwischen Heinrich-Imbusch-Straße und Dortmunder Straße fand schließlich erst in den 1990er Jahren statt. Hatten die typischen Doppelhaushälften der 50er noch Grundstücke von bis 1.000 m², in Einzelfällen auch darüber, je Haushälfte vorzuweisen, so standen nunmehr Doppelhäuser auf zusammen um 600 m²; weitere Mehrfamilienhäuser kamen hinzu. Inzwischen verfügt die Siedlung auch über einen eigenen Kindergarten, der im Osten des neuen Siedlungsteils liegt.
Als reine Wohnsiedlung verfügt die Lohwegsiedlung über keine zentralen Plätze. Gaststätten, bis in die 1980er Jahre auch kleine Ladengeschäfte, waren traditionell verstreut an Lohweg und Dortmunder Straße zu finden; eine Häufung findet sich nur an der Nahtstelle zum Hinsberg. (Grund-)Schulisch und kirchlich war die Siedlung seit jeher geteilt. Für Katholiken ist zum Teil die Heilig-Geist-Kirche in Essel, zum Teil die deutlich nähere Canisiuskirche am Hinsberg zuständig; für Protestanten ist die Johanneskirche – ebenfalls am Hinsberg, jedoch etwas weiter entfernt – zuständig.
Seit Ende der 1960er Jahre die ehemalige evangelische Volksschule an der Dortmunder Straße geschlossen wurde unter Umwidmung der Esseler Schule in eine überkonfessionelle Grundschule und, einige Jahre später, die Grundschule an der Canisiusstraße am Hinsberg geöffnet wurde, entspricht die grundschulische Zweiteilung der der katholischen Kirchen, wobei jedoch das Einzugsgebiet der Esseler Grundschule größer ist als das der Kirche und bis zum Ostcharweg reicht. Langjährige Bewohner der Siedlung, die entweder regelmäßig die Esseler Kirche besuchen oder aber die dortige Grundschule besucht hatten, haben oft eine gewisse Bindung an das Dorf und besuchen z. B. auch regelmäßig das dortige Schützenfest, während regelmäßige Besucher der Canisius- oder der Johanneskirche eher dem Hinsberg verbunden sind.
Solange die Kuhweiden zwischen Heinrich-Imbusch- und Dortmunder Straße, die in den 1990er Jahren den Neubauten zum Opfer fielen, als solche noch existierten, waren sie von Esseler Bauern bewirtschaftet worden. Zu diesen Zeiten kam auch dem ehemaligen Bolzplatz am Ziegelgrund, der direkt an die Weiden angrenzte, eine gewisse Rolle zu. Mit einer Größe von etwa 50 mal 30 Metern war er zwar nur halb so lang und breit wie ein regulärer Fußballplatz, indes war er der mit Abstand größte jederzeit frei betretbare Sportplatz weit und breit, sodass sich insbesondere sonntags auch Freizeitkicker aus der weiteren Umgebung dort trafen. Er wurde, ebenfalls bis weit über die Siedlung hinaus, von den ihn Benutzenden Bolek genannt, offenbar in Anlehnung an die Fernsehsendung Lolek und Bolek. Diese Slawifizierung fortführend wurde auch der – außerhalb der Siedlung weniger bekannte, indes noch heute existierende – Spielplatz zwischen Heinrich-Imbusch- und Otto-Hue-Straße landläufig als Spielek bezeichnet.

### Siedlungsentwicklung
Einen guten Überblick über die zeitliche Siedlungsentwicklung des Ostviertels bieten die topographischen Karten 1 : 25.000, Blatt 4309 Recklinghausen, seit der Preußischen Erstaufnahme im Jahre 1842:
- 1842 (Recklinghausen hat rund 3500 Einwohner)
  - das heutige Viertel ist praktisch unbesiedelt
  - der Oerweg als Verbindung nach Oer existiert weitgehend in seinem heutigen Verlauf, in weiten Teilen als Hohlweg; der Abschnitt im Bereich der Langen Wanne verläuft allerdings noch entlang der heutigen Straße Lange Wanne
  - die Dortmunder Straße als Verbindung zu Horneburg und Datteln existiert erst ab der Kreuzung am Kunibergbunker
    - zu dieser Kreuzung gelangt man von der Innenstadt aus auf direktem Wege über den noch heute als Fußweg existenten Hohlweg im Kuniberg, verlängert um den Nordostteil der heutigen Straße Im Kuniberg
    - bei weniger Steigung, dafür mehr Wegstrecke, gelangt man über den Frankenweg (siehe unten) und die Vorgänger von Gaveloher Weg und Kardinal-von-Galen-Straße dorthin
    - der Frankenweg als Hauptverbindungsstraße nach Suderwich existiert bereits in seinem heutigen Verlauf, nach Westen verlängert entlang Douaistraße und dem untersten Teil der Dortmunder Straße

  - das Loh, eine Allmende zwischen Essel, Suderwich, Röllinghausen und Berghausen,[5] ist auf 85 ha bewaldet; nach Norden reicht es zur Dortmunder Straße, nach Westen bis zum Ostcharweg; die häutigen Haine Loh (Osten) und Johannistal (Südwesten) als landwirtschaftlich schlecht erschließbare Teile liegen in Randlage
  - am Hinsberg im Sinne des Bergsporns nördlich der heutigen Siedlung dieses Namens existiert ein 19 ha großer Wald zwischen dem Bauernhof am nördlichen Ostcharweg im Nordosten, dem heutigen Stadion Lange Wanne im Nordwesten und dem Betonwerk im Südosten
  - das Gemeindegebiet Essels (damals: Ehsel) reicht nach Westen bis zum Ostcharweg und nach Norden bis zu Dortmunder bzw. Horneburger Straße; der Ehseler Bruch im Nordosten, heute Groß-Erkenschwick, berührt unmittelbar den Rapener Bruch und Horneburger Gebiet
- 1894 (rund 20.000 Einwohner)
  - seit 1870 existiert die Eisenbahnlinie Münster–Wanne-Eickel[7] mit dem Bahnhof Recklinghausen
  - die Villa Franka als Etablissement für Theater und Amusement ist erbaut (1875),[8] in deren nächster Nähe die Brauerei (1877)[9] errichtet
  - die untere Dortmunder Straße ist erschlossen, jedoch noch unbebaut; sie heißt noch Horneburger Straße – wie das bis heute noch auf Oer-Erkenschwicker Grund der Fall ist
  - der Lohweg führt nunmehr quer durchs Loh und bietet eine zum Frankenweg nördlich alternative Route von Recklinghausen nach Suderwich; eine südlich alternative Route ist nunmehr über die Castroper Straße möglich; am Ostrand des Lohs ist das Gebäude der heutigen Gaststätte Wember erbaut worden
  - an der Langen Wanne, auf Höhe der Sportplätze und südlich davon, befindet sich eine Ziegelei; eine weitere findet sich in Hillen bzw. am Quellberg, in etwa am heutigen Stadion des SG Hillen
- 1907 (rund 50.000 Einwohner)
  - der Bergbau hat Einzug gehalten; im Ostviertel liegen die Schächte III und IV der Zeche General Blumenthal
    - in nächster Nähe zu dieser stehen die ersten sechs Bergarbeiterhäuser an der Buddestraße (Ostseite), unmittelbar nördlich der Breslauer Straße
    - der obere Hinsberg ist von der Hiberniastraße/Drissenplatz bis zur mittlerer Dortmunder (namentlich noch Horneburger Straße) mit Bergarbeiterkolonien bebaut, östlich der Einmündung des Höhenweges die Dortmunder Straße nur an der Nordseite; die untere Dortmunder Straße ist dem gegenüber fast nur im Dreieck mit Jahnstraße und Castroper Straße bebaut.

  - mit den fast baugleichen neugotischen Kirchen Liebfrauenkirche (1903) in Hillen und Johanneskirche in Suderwich (1904) sowie der neoromanischen Pauluskirche (1907) im Paulusviertel hat die Stadt, so man Suderwich bereits mitrechnet, zusätzlich zur Petruskirche drei weitere Großkirchen
  - das 1908 eingeweihte Rathaus in der Innenstadt ist ebenfalls bereits eingezeichnet
  - eine weitere Landmarke stellt der 1903 erbaute Wasserturm (grenznah in Hillen) dar; sein Pendant in Herten-Scherlebeck wird 1908 eingeweiht, dessen Zwilling erst 1935
  - neben dem Nordfriedhof im Norden des Nordviertels gibt es nunmehr den Ostfriedhof im Norden Hillens
  - noch mitten im Loh liegt das älteste Haus des heute durch Siedlung erschlossenen Lohwegs
  - unmittelbar nördlich des damaligen Lohs und nordöstlich des heutigen Ziegelgrundes befindet sich an der Dortmunder Straße eine Ziegelei; eine weitere, kleinere befindet sich nunmehr unmittelbar nördlich des Kernortes Berghausens am Ostcharweg, nur 500 Meter östlich der am Quellberg
  - auf damaligem Esseler, heutigem Großerkenschwicker Gebiet liegt seit 1903/1904, unmittelbar südlich der Einmündung in die Horneburger Straße, die 106 Arbeiterwohnungen umfassende Kolonie an der Lindenstraße (damals noch Bruchstraße)[10]
  - Essel hat seit 1904 eine Schule;[11] an der Dortmunder Straße 403 ist dem gegenüber bereits das Gebäude der Evangelischen Volksschule (Baubeginn 1906) eingezeichnet, jedoch nicht als Schule deklariert[10]
- 1921 (rund 60.000 Einwohner)
  - das Loh ist weitgehend auf seinen heutigen Rest geschrumpft
  - die Ziegeleien in Hillen und Berghausen sind stillgelegt, während es im Ostviertel eine dritte, am heutigen Betonwerk Ostcharweg und genau zwischen den beiden bereits vorhandenen gibt
  - am Sandershof steht das Straßenbahndepot
  - über die Dortmunder Straße führt seit dem 15. Dezember 1909[12] eine Straßenbahn von der Stadtmitte aus, in Erkenschwick weiter über Horneburger Straße, Stimbergstraße und Marktstraße zur Zeche Ewald Fortsetzung und weiter über Ewaldstraße und die Dattelner Friedrich-Ebert-Straße nach Datteln
    - die Dortmunder Straße ist unmittelbar östlich des Ostcharweges bis zur heutigen Fritz-Husemann-Straße auf der Südostseite nunmehr komplett bebaut
    - auch die untere Dortmunder Straße wird nach und nach bebaut

  - die Bebauung der Breslauer Straße hat begonnen
  - Essel hat soeben eine eigene Kirche[11]
- 1926 (Einwohnerzuwachs durch Eingemeindungen)
  - durch die Gebietsreform 1926 gehören Essel, Suderwich, Röllinghausen und Berghausen nunmehr zur Stadt; nur das sogenannte Essel-Nord mit der Kolonie an der Lindenstraße kommt zur neu gegründeten Gemeinde Oer-Erkenschwick
  - durch 5 neu hinzugekommene breite, die wenige Jahre später verschwunden sind, Bauten (Baracken?) ist die Breslauer Straße nunmehr komplett bebaut
  - die heutige Devensstraße ist erbaut
- 1931 (rund 85.000 Einwohner)
  - die 5 breiten Bauten an der Breslauer Straße sind wieder verschwunden
  - die untere Dortmunder Straße ist annähernd komplett bebaut
  - am Hinsberg steht die Hibernia-Kampfbahn der SuS Recklinghausen 13
  - die 1928 eingeweihte Gaststätte Schultenkrug (Dortmunder Stra. 422) ist noch nicht eingezeichnet (erst 1942)
- 1942
  - der Oerweg verläuft im Bereich der Langen Wanne nunmehr, wie noch aktuell, nordwestlich parallel zu seinem bisherigen Verlauf
  - die Von-Ketteler-Straße zwischen unterer Dortmunder Straße und Graveloher Weg ist erbaut, jedoch noch unbesiedelt
  - der erste Sportplatz an der Langen Wanne steht am Ölpfad, unmittelbar dem Zechengelände gegenüber
  - die Evangelische Volksschule an der Dortmunder Straße ist nunmehr als Schule deklariert
- 1949 (rund 100.000 Einwohner)
  - die Ziegelei an der Dortmunder Straße ist verschwunden
- 1959 (rund 130.000 Einwohner)
  - Hinsberg und Ossenberg sind, mit Ausnahme des äußersten Nordostens und der Hochhäuser, vollständig besiedelt; die Besiedlung zieht sich bis in den äußersten Norden des Kunibergs
  - die Lohwegsiedlung ist zwischen Dortmunder Straße/Fritz-Husemann-Straße/Heinrich-Imbusch-Straße im Norden und dem Lohweg im Süden zwischen Ostcharweg und Letterhausstraße komplett bebaut; während die letztgenannte Straße beidseitig bebaut ist, sind es die anderen Straßen nur nach innen, wobei an der Südwestseite des Lohwegs speziell im Westen bereits einige Häuser stehen; von der Hans-Böckler-Straße existiert nur der Westabschnitt, westlich des hier inzwischen besiedelten Ostcharweges
  - in der katholischen Canisiuskirche, Filiale der Liebfrauenkirche, und der evangelischen Johanneskirche hat der Stadtteil zwei eigene Kirchen
  - der Block zwischen Jahnstraße, unterer Dortmunder Straße Kardinal-von-Galen-Straße und Graveloher Weg ist nun, abgesehen vom Süden, dweitgehend bebaut; auch die Bodelschwinghstraße existiert bereits
  - der Sportplatz an der Langen Wanne ist temporär verschwunden
- 1972 (rund 125.000 Einwohner)
  - das Wohnviertel an der Langen Wanne ist nahezu komplett entstanden
  - die Straßenbahnlinie nach Datteln ist eingestellt
  - der Dordrechtring ist frisch erbaut
  - die Lohwegsiedlung hat ihre vorläufige Ausdehnung erreicht
  - der Kuniberg ist komplett besiedelt und hat auch in der baptistischen Friedenskirche eine eigene Kirche
  - anstelle der Ziegelei am Ostcharweg steht jetzt das Betonwerk
  - am Hinsberg ist, unmittelbar nordöstlich der Hibernia-Kampfbahn, nunmehr die Spielstätte des SC Recklinghausen, die Hauptschule erbaut
  - an der Hubertusstraße, im äußersten Westen von Hillen, steht das Fernheizkraftwerk, dessen Schornstein mit 145 m das höchste Bauwerk der Stadt darstellt
  - die, aufgrund der Schulgesetze vom 29. Februar 1968 geschlossene[10] Evangelische Volksschule an der Dortmunder Straße ist weiterhin als Schule deklariert (bis einschließlich 1980) und fungiert indes inzwischen als Außenstelle der Volkshochschule
  - das Dreieck am Sandershof ist nunmehr annähernd komplett bebaut
- 1980 (rund 120.000 Einwohner)
  - das neue Kreishaus ist erbaut
  - die Ziegelei an der Langen Wanne ist stillgelegt; dort stehen jetzt schon seit einigen Jahren im Norden die Sportplätze der Blau Weiß Post Recklinghausen
  - die Brauerei ist seit 1975 stillgelegt, die Gebäude stehen jedoch größtenteils noch
  - am Hinsberg ist, vor 1975, die Grundschule erbaut
  - auf dem Fritzberg steht der 90 m hohe Funkturm; aufgrund des Standortes auf gut 111 m ist er annähernd so weit sichtbar wie das Fernheizkraftwerk
  - am Johannistal, Grenzgebiet Hillens zu Berghausen, ist ein Zeltplatz eingezeichnet
  - die Kolonie an der Lindenstraße, ehemals Essel Nord, ist teilweise abgerissen
- 1989
  - seit Anfang der 1980er Jahre sind alle Straßenbahnen in Recklinghausen stillgelegt
  - aus dem Zeltplatz in Hillen ist die heutige Kleingartenanlage geworden
  - die Kolonie an der Lindenstraße ist gänzlich verschwunden
  - der Oerweg ist am Hohen Haus (Einmündung der Devensstraße) begradigt; dort geht jetzt die Devensstraße in den Autobahnzubringer über
- 2000
  - die Lohwegsiedlung ist nach Nordosten erweitert
  - das Fernheizkraftwerk ist abgerissen

## Verkehr
Die VRR-Buslinien SB24, 224, 230, 231, 232 und NE14 der Vestischen Straßenbahnen erschließen den Stadtteil, wobei die Linien SB24 und 231 ihn lediglich am nordwestlichen Rand tangieren.
| Linie | Verlauf | Takt (Mo–Fr) |
| ----- | --- | ------------ |
| SB24  | Recklinghausen Hbf – Campus Blumenthal – Oer-Mitte – Oer-Erkenschwick Berliner Platz – Rapen – Im Winkel – Hachhausen – Datteln Bus Bf – Holthausen – Waltrop Rathaus – Am Moselbach – Dortmund-Mengede Bf                                                                                | 30 min       |
| 224   | Recklinghausen Letterhausstraße – Ostviertel – Recklinghausen Hbf – Viehtor – Westviertel – Herten-Scherlebeck – Disteln – Herten Mitte (Herten , 500 m) | 30 min       |
| 230   | Recklinghausen Hbf – Ostviertel – Groß-Erkenschwick – Oer-Erkenschwick Berliner Platz – Klein-Erkenschwick – Rapen Walterstr. Sonn- und feiertags nur zwischen Berliner Platz und Walterstr.                                                                                              | 30 min       |
| 231   | Recklinghausen Hbf – Nordviertel – Ostviertel Lange Wanne – Alt Oer – Oer-Mitte – Maritimo – Klein-Erkenschwick – Oer-Erkenschwick Berliner Platz – Gewerbegebiet Rapen – Horneburg – Meckinghoven – Datteln Bf – Waltrop Hebewerk – Oberwiese – Waltrop Rathaus – Am Moselbach           | 30 min       |
| 232   | Recklinghausen Hbf – Ostviertel – Groß-Erkenschwick – Oer-Erkenschwick Berliner Platz – Rapen – Im Winkel – Hachhausen – Datteln Bus Bf | 30 min       |
| NE14  | Recklinghausen Hbf – Ostviertel – Groß-Erkenschwick – Oer-Erkenschwick Berliner Platz – Rapen – Im Winkel – Hachhausen – Datteln Bus Bf – Holthausen – Waltrop Rathaus – Dortmund-Mengede Bf NachtExpress: In den Nächten von Freitag auf Samstag, Samstag auf Sonntag und vor Feiertagen | 60 min       |